# Mačjeoka kača
Mačjeoka kača (znanstveno ime Telescopus fallax) v Sloveniji živi samo v Istri na suhih in sončnih delih. Je ena naših najredkejših kač. Plen lovi v mraku in ponoči. Hrani se s kuščaricami in malimi sesalci. Leže jajca. Znana je tudi pod imenom črnostrel ali črna krpa. Je majhna, komajda večja od pol metra. Je sive barve, po hrbtu in na bokih ima temne pravokotnike. Trikotna glava je ločena od trupa. Zenica je na svetlobi navpično zožena. Spominja na strupenjače, sodi pa med polstrupene kače. Na zadnjem delu  zgornje čeljustnice ima strupnik. Plen zastrupi šele med požiranjem. Človeku ni nevarna.